# Sablia caricis
Sablia caricis là một loài bướm đêm trong họ Noctuidae.